# キホウキタケ
キホウキタケ（黄箒茸、学名: Ramaria flava）はラッパタケ科ホウキタケ属の中型から大型のキノコ。子実体は黄色で、薄暗い林床でもよく目立つ。毒キノコとされる。

## 特徴
日本各地、ヨーロッパなどの北半球、南アメリカ、オーストラリアの温帯域を中心に分布する。
菌根菌。夏から秋にかけて、ツガ、モミ、アカマツなどの混じる林や雑木林の地上に散生または群生する。しばしば菌輪をつくることもある。
子実体はたくさんの細かい枝が分かれて箒（ほうき）状になるホウキタケ型になり、大きさは高さ10 - 20センチメートル (cm) 、幅7 - 15 cm。根元の太く白い円柱状の柄を除いて、全体が薄い紅色からレモン色、成熟すると硫黄色から黄土色になる。枝は上方に向かって数回枝分かれし、それぞれの先端が短く多数に分枝する。肉は白色で、傷をつけたり古くなると、しばしば赤くなる。胞子紋は黄土色。
担子胞子は11 - 18 × 4 - 6.5マイクロメートル (μm) の円筒形から長楕円形、微細なイボ状突起に覆われ、無色、非アミロイド性。担子器に4つの胞子をつける。胞子紋は帯黄色から黄土色。菌糸隔壁にクランプを有する。
縦に裂けることの可否、子実体の伸び方など、類似種が多数報告されており、分類が待たれる。

## 食毒
有毒とされるが毒成分は不明。一部で食用としているが、軽い嘔吐・下痢を起こすことがある。ハナホウキタケと同様、刺激性の先端部を取り除けば食用になるとの報告もある。

## 近似するキノコ
ホウキタケ属は種類が多く、多様な色を見せる。形態的には似るが、マツカサタケ科のフサヒメホウキタケ（Artomyces pyxidatus）は、淡い桃色から淡褐色で、マツなどの針葉樹の切り株や倒木に生える。